# Meizu MX2
Meizu MX2 (M040) — смартфон другого покоління серії MX китайської компанії Meizu Technology, анонсований цією компанією в 2013 році в Китаї.
Від свого попередника, Meizu MX, ця модель відрізняється дисплеєм більшого розміру (4,4 дюйми) і вищим розрішенням (1280x800 проти 960x640), удосконаленою 8-мегапіксельною камерою, а також новою версією ОС Flyme.